# Maserati Quattroporte
Maserati Quattroporte — спортивний седан люкс-класу компанії Maserati, який виробляється з 1963 року.

## Maserati Quattroporte I (AM107, 1963–1969)

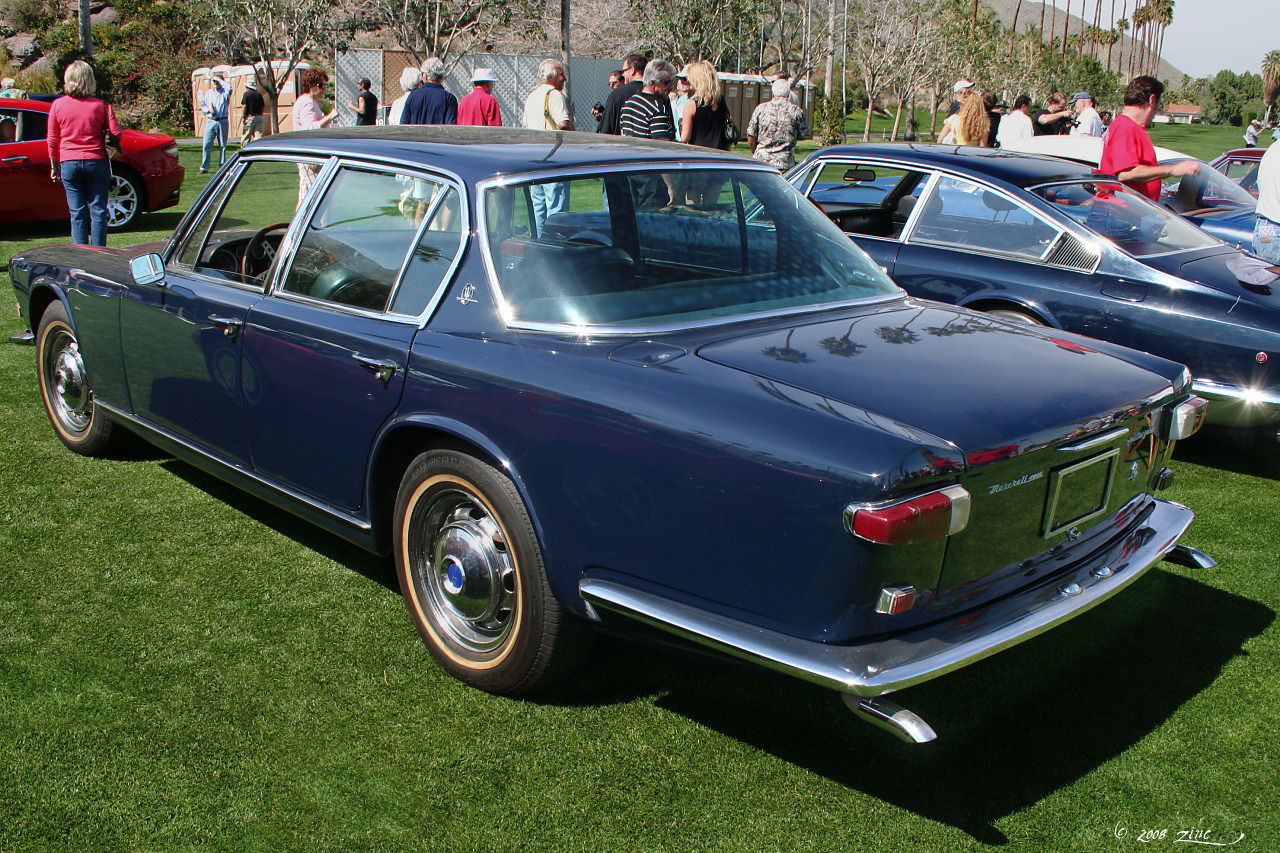
Maserati Quattroporte 1

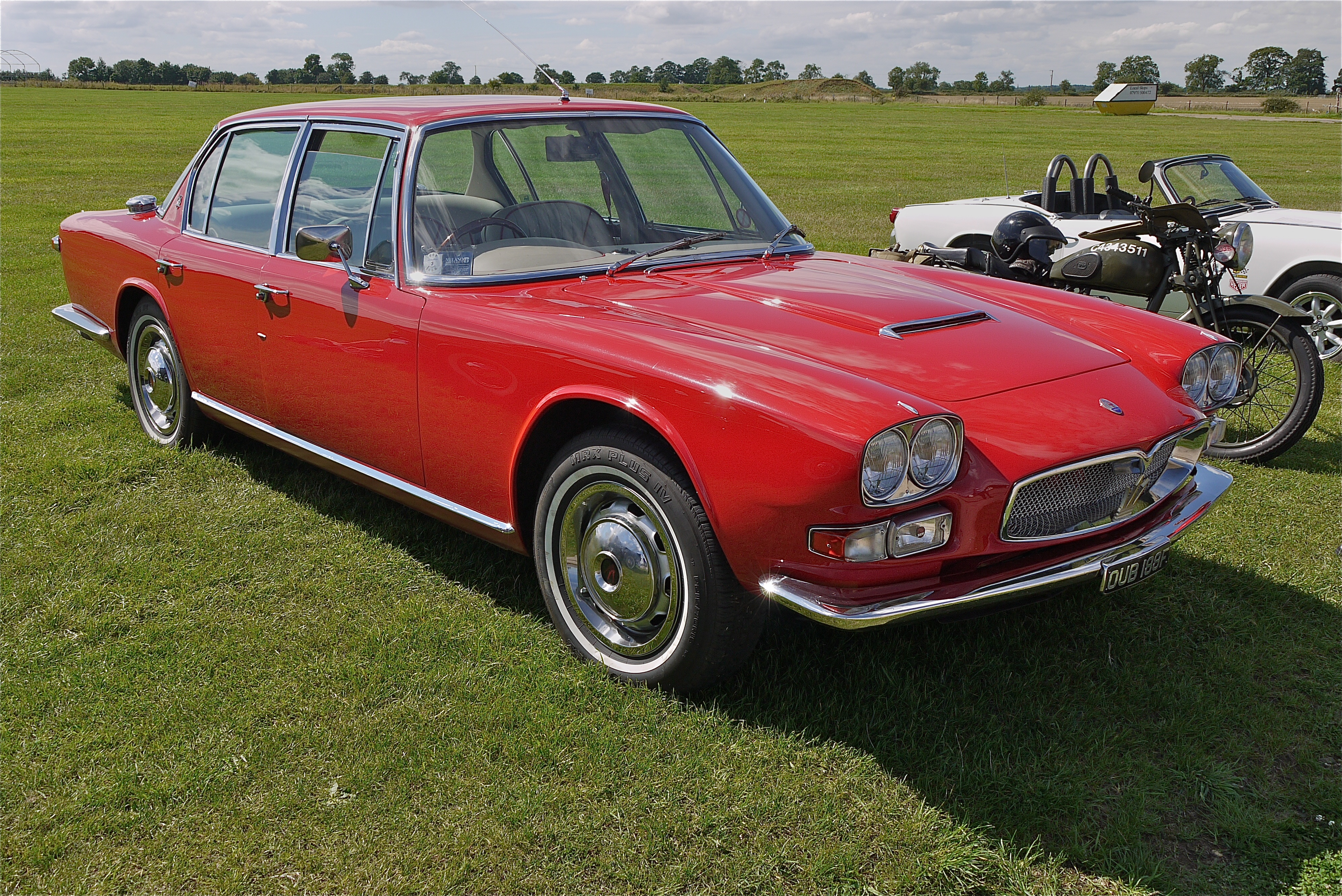
Maserati Quattroporte 1

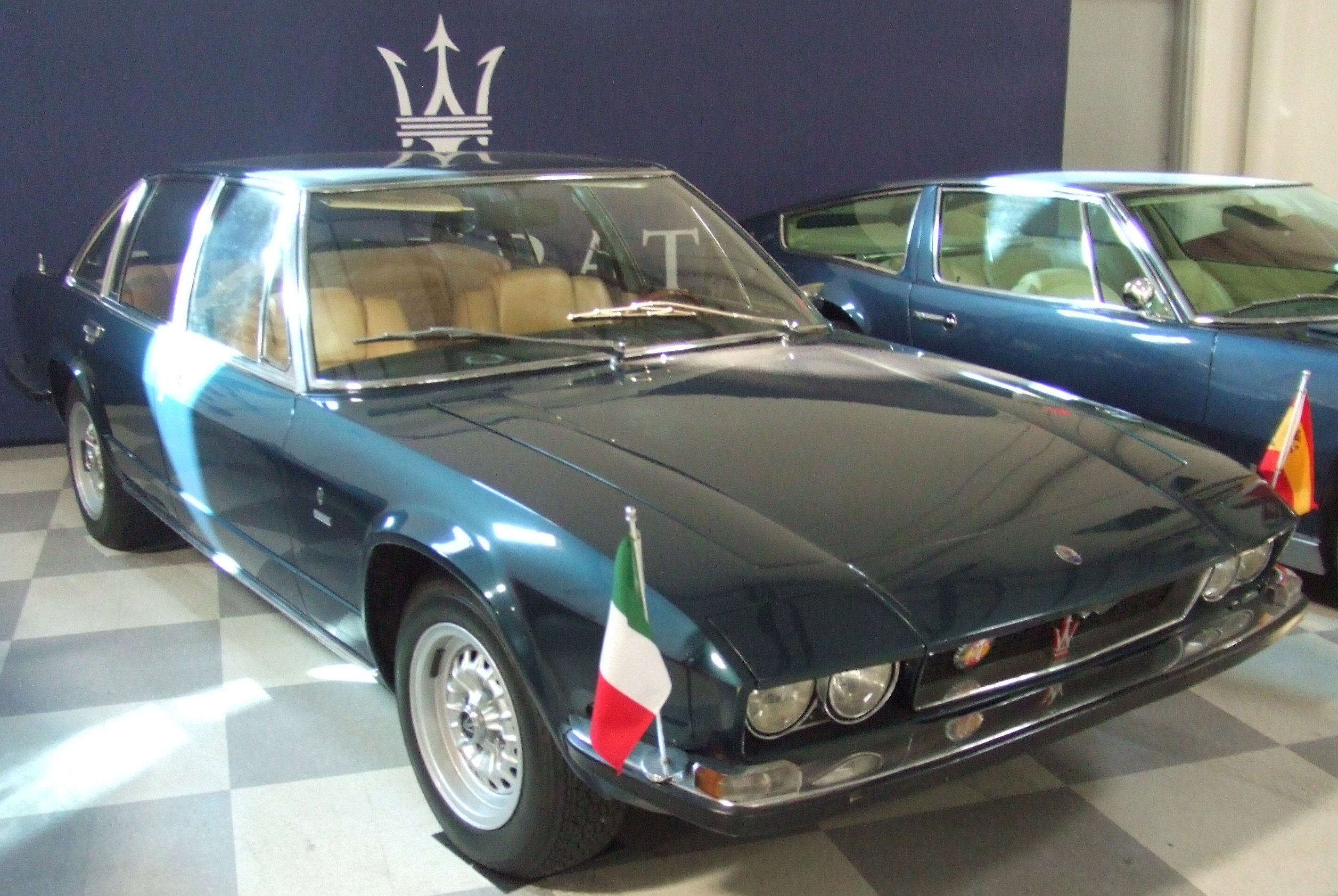
Один з двох екземплярів Maserati Quattroporte Aga Khan

Коли прийшла пора додати в модельну гаму седан, італійці не стали ламати голову над назвою. Слово quattroporte перекладається як «чотири двері». Перше покоління з'явилося в 1963 році, його дизайнером був П'єтро Фруа з Maserati, але кузов робили на потужностях фірми Vignale. П'ятиметровий сталевий кузов, 2750 мм колісної бази, величезний задній звис і 1830 кг спорядженої маси, але це не заважало Quattroporte бути одним з найшвидших седанів 60-х. Завдяки «вісімці» 4,1 л з кутом розвалу циліндрів 90°: її 260 сил і 393 Н•м вистачало, щоб розігнати седан до 210 км/год. З коробок передач в стандарті пропонувалася 5-ступенева «механіка», а «автомат» був опцією. Підвіска — двохважільна спереду і залежна конструкція De Dion ззаду.
З 1966-го італійці поставили на конвеєр модернізовану модель (так званої другої серії), яка відрізнялася лише двигуном — V8 4,7 (290 «коней», 423 Н•м) — і максимальною швидкістю, що збільшилася до 230 км/год. Автомобілів обох серій було зроблено 772 штуки. Серед власників числилися британський актор з російським корінням Пітер Устинов, Ентоні Квін, Марчелло Мастроянні і принц Монако Реньє III. 
Випуск цього автомобіля дозволив марці Maserati конкурувати з такими моделями, як Facel Vega і Lagonda Rapide, які були популярні у любителів швидкої їзди на нових європейських автобанах.

## Maserati Quattroporte II (AM123, 1974–1978)

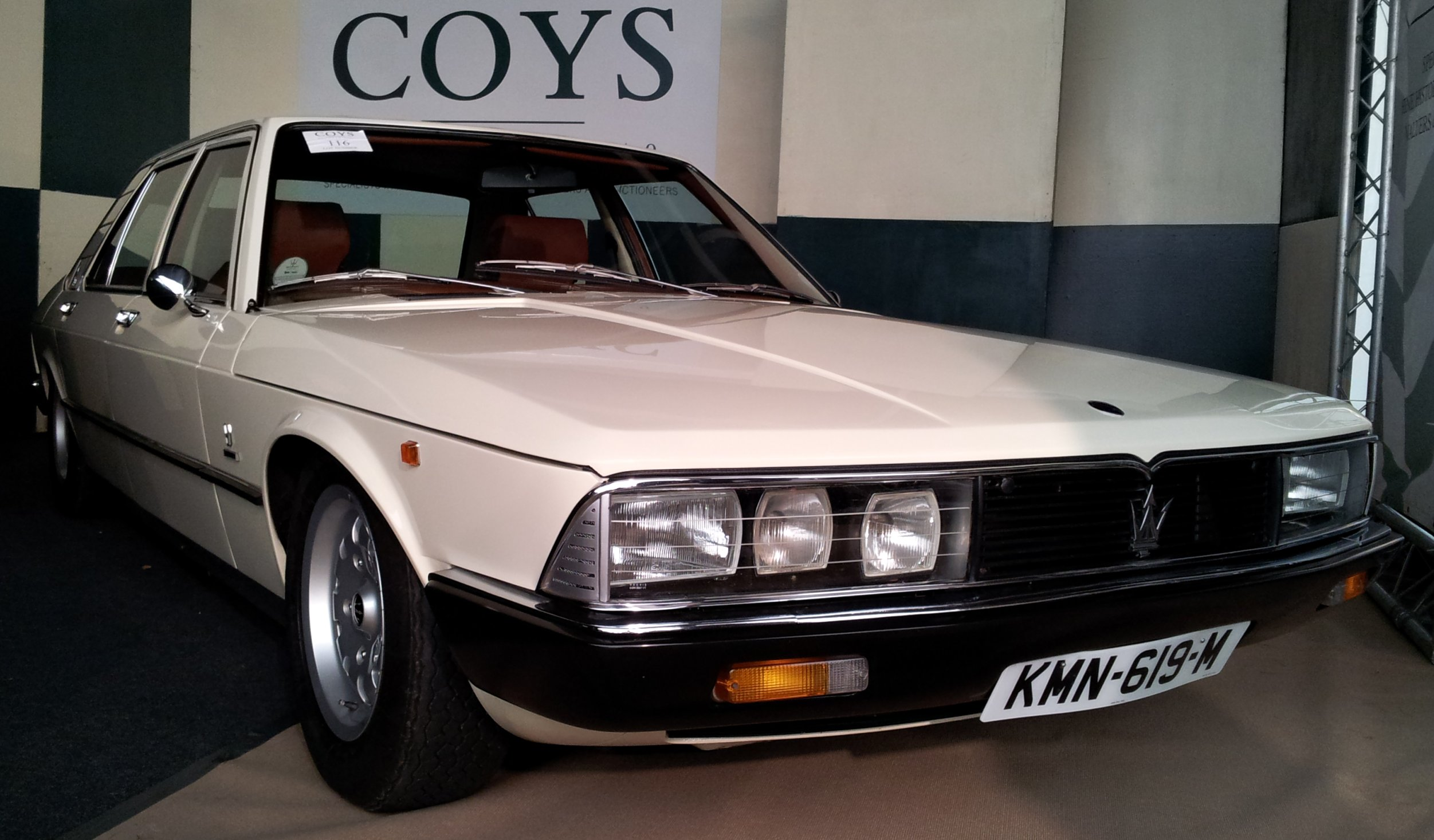
Maserati Quattroporte 2

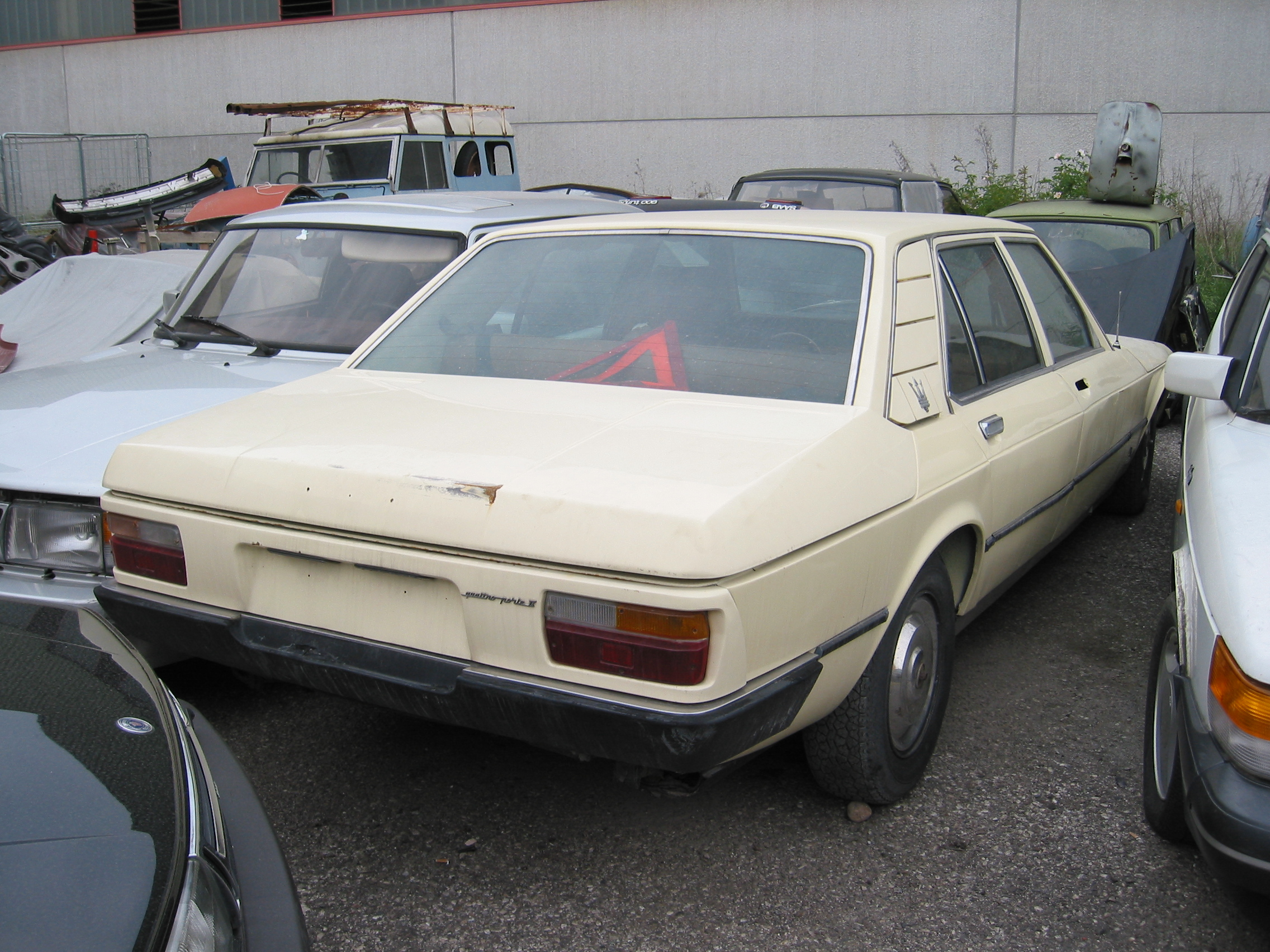
Maserati Quattroporte 2

Седан повністю нової другої генерації (1973–1975) є найбільш неоднозначним автомобілем в серії Quattroporte, починаючи з дизайну і закінчуючи технічною начинкою. Як би блюзнірськи це не звучало, робота Марчелло Гандіні сьогодні не вражає. Особливо на тлі чудового Jaguar XJ6 тих років. Quattroporte подовжили на 200 мм (до 5200), база збільшилася до 3070 мм, але головне — модель переорієнтували на комфорт. Сталевий кузов (споряджена маса машини — 1700 кг) поставили на передньоприводну платформу Сітроена SM з гідропневматичною підвіскою. Адже саме Citroën володів компанією Maserati з 1968 по 1975 рік. А ось на моторну гаму вплинула паливна криза: італійський седан отримав компактні «шістки» 3.0 Tipo AM 114.56.30 90° V6 (190 сил) і 200-сильну 3.2 (з весни 1975 року). Ці двигуни, до речі, встановлювали і на Citroen SM. Однак, на відміну від «француза», який за п'ять років конвеєрного життя розійшовся тиражем в 12 920 штук, седанів Quattroporte другого покоління за два роки зібрали всього 13. А після банкрутства Citroën його купив конкурент Peugeot. Проте інтересу до Maserati нові господарі не проявили, і від зникнення фірми з Модени було змушений рятувати італійський уряд. Незабаром знайшлися й приватні інвестори: фірма Benelli і Алессандро де Томазо, який теж будував автомобілі і своїм ім`ям в околицях Модени. Де Томазо володів фірмою Maserati до 1993 року, після чого вона перейшла під крило Фіата.

## Maserati 4porte/Quattroporte III/Royale (AM330, 1979–1990)

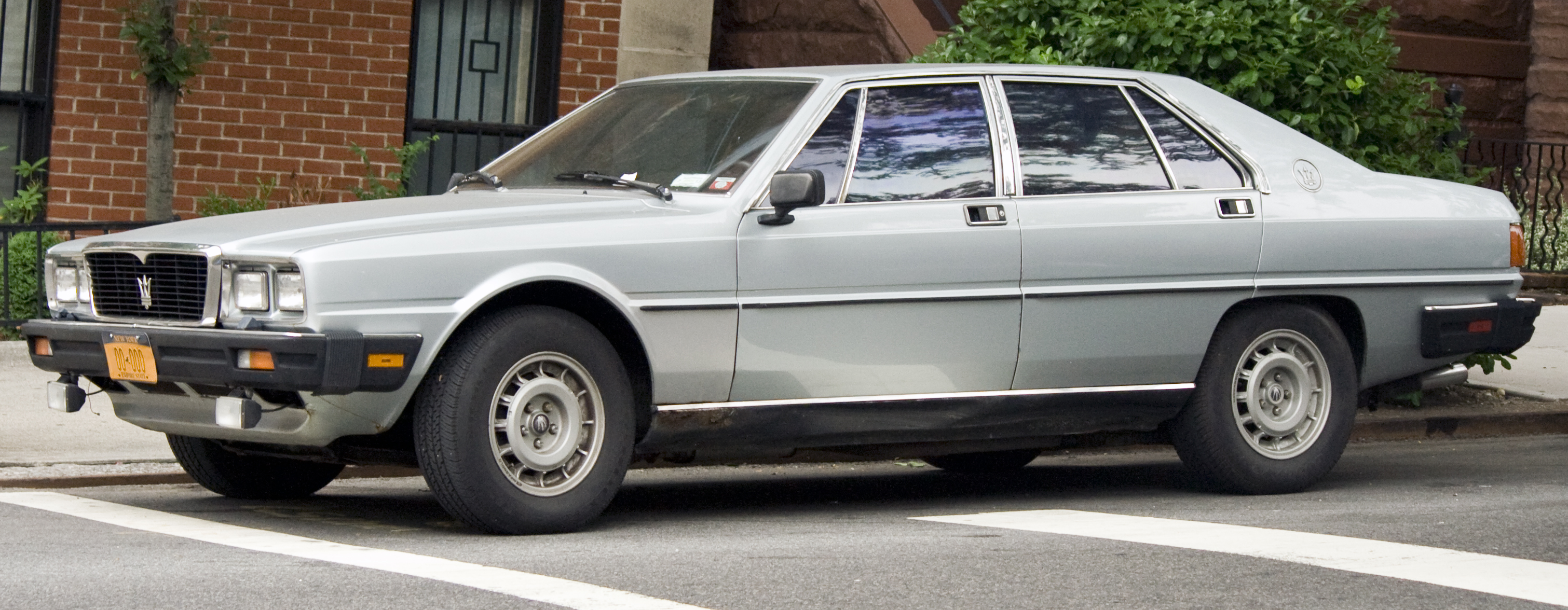
Maserati Quattroporte 3

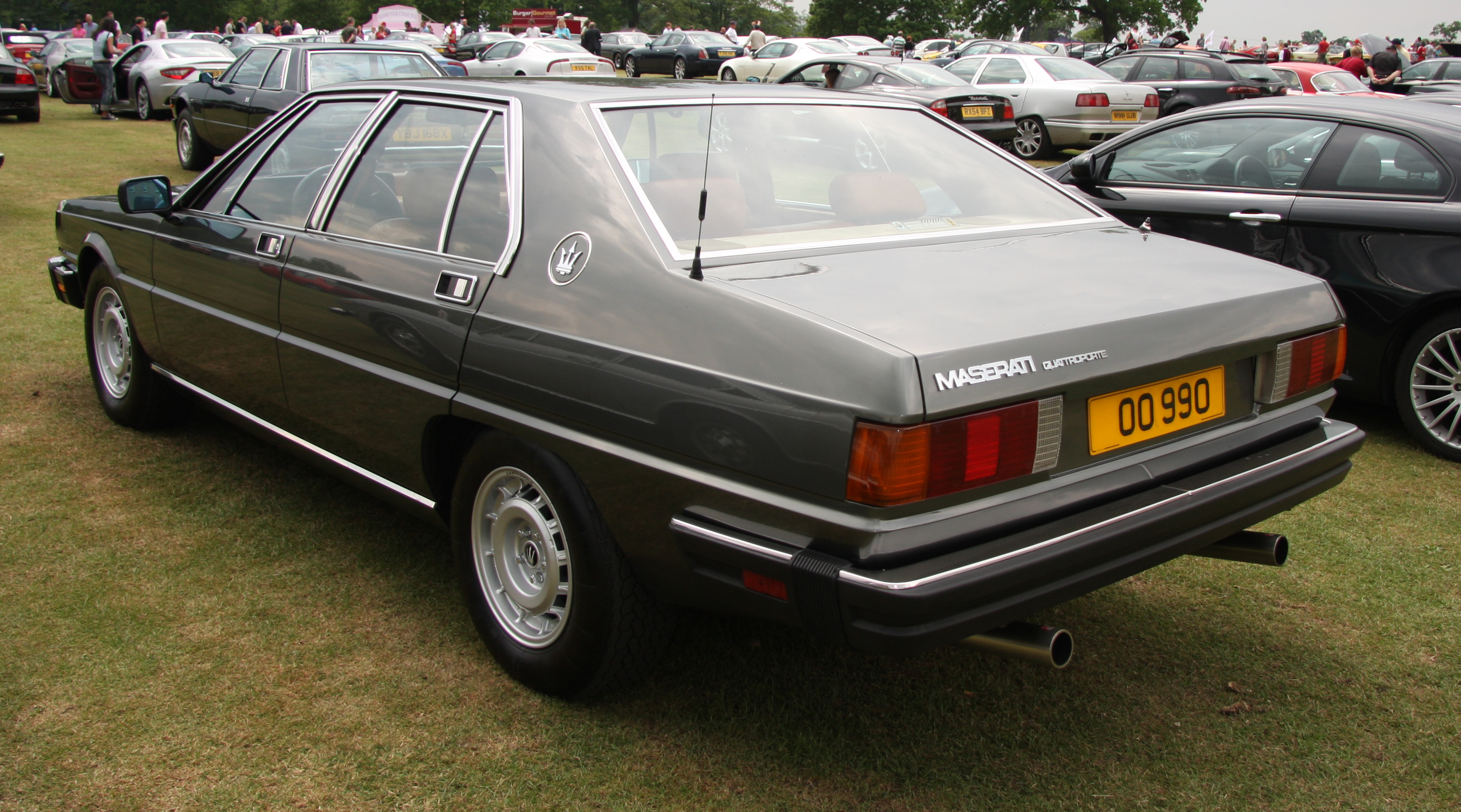
Maserati Quattroporte 3

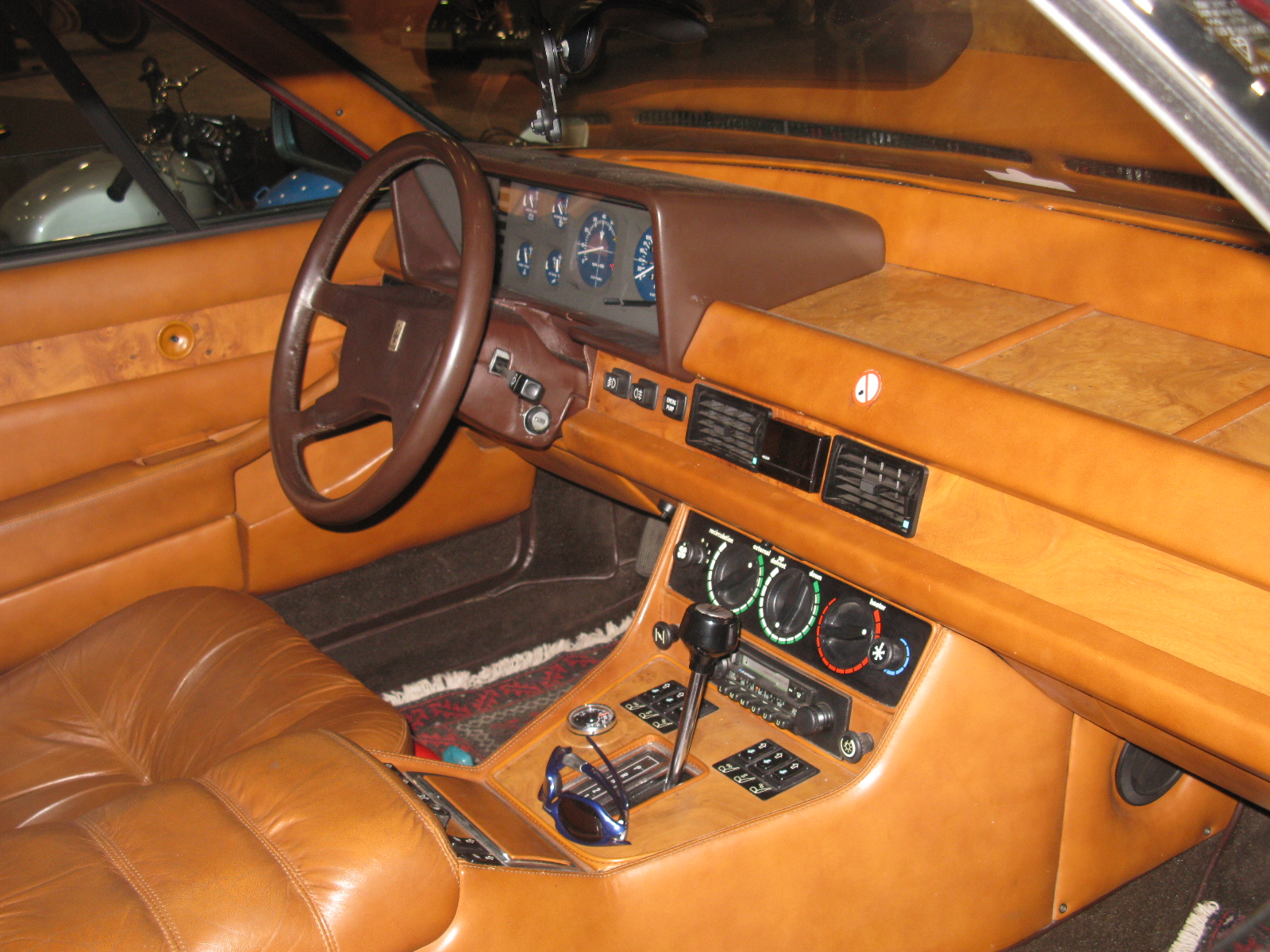

Наступне покоління Quattroporte (4910 мм у довжину, база — 2600 мм) повернулося до класичного компонування і базувалося на купе De Tomaso Longchamp, як і Maserati Kyalami. Машина виявилася довгожителькою і користувалася попитом: за десять років, з 1976 по 1986 рік, був зроблений 2141 седан. Серед покупців були великий тенор Лучано Паваротті, президент Італії Сандро Пертін і американський видавець Малькольм Форбс. Зрозуміти їх неважко. Ательє Italdesign знайшло лаконічний і витончений образ. Суворе обличчя, незрівнянна задня стійка з фамільним гербом і елегантні дверні ручки оригінальної конструкції — це запам'ятовується. Седан красувався двоважільною підвіскою по колу і власними «вісімками» Maserati 4,1 і 4,9 (з 1981 року) потужністю 260 і 290 к.с. Покупці могли обрати «механіку» ZF або «автомат» Borg Warner, а електрообладнання салону поставляла фірма Bosch. Примітний факт: перші три роки випуску седан третього покоління називався Maserati 4porte. 
Найдорожчою модифікацією Maserati Quattroporte третього покоління була версія Royale. Такі машини робили в 1986-1990 роках. Заради зменшення шуму італійці оптимізували аеродинаміку кузова. У салоні — обробка шкірою якіснішої вичинки і горіховим шпоном, роздільні задні сидіння з безліччю регулювань. За умовчанням седан оснащували мотором V8 4.9 із збільшеним ступенем стиснення (300 сил) і 3-ступеневим «автоматом». Механічна коробка передач встановлювалась за доплату. Максимальна швидкість «автоматичних» версій становила 230 км/год при масі 2080 кг. Поряд з творінням Гандіні Quattroporte Royale — справжній ексклюзив: вироблено всього 55 автомобілів.

## Maserati Quattroporte IV (AM337 1994–2001)

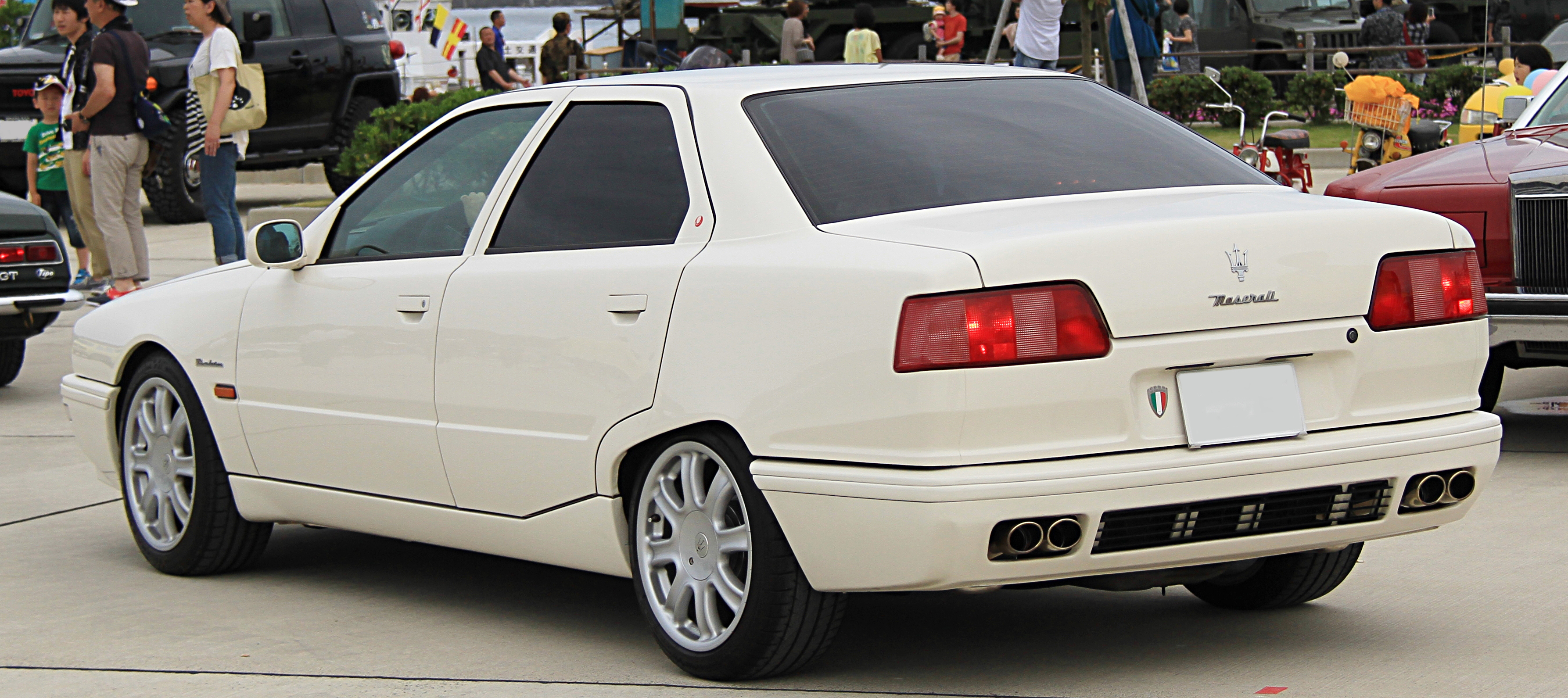
Maserati Quattroporte 4

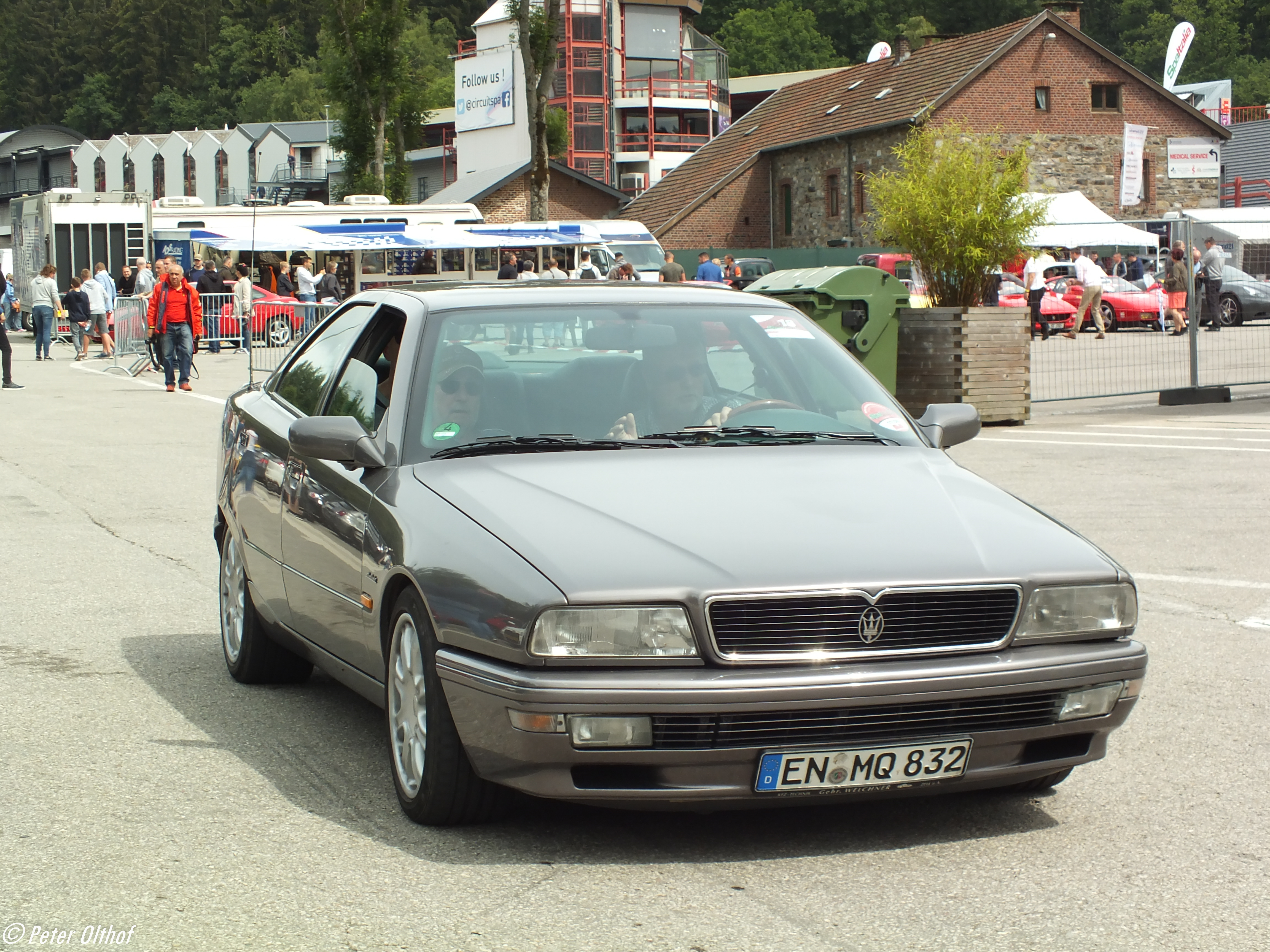
Maserati Quattroporte Evoluzione (1998-2001)

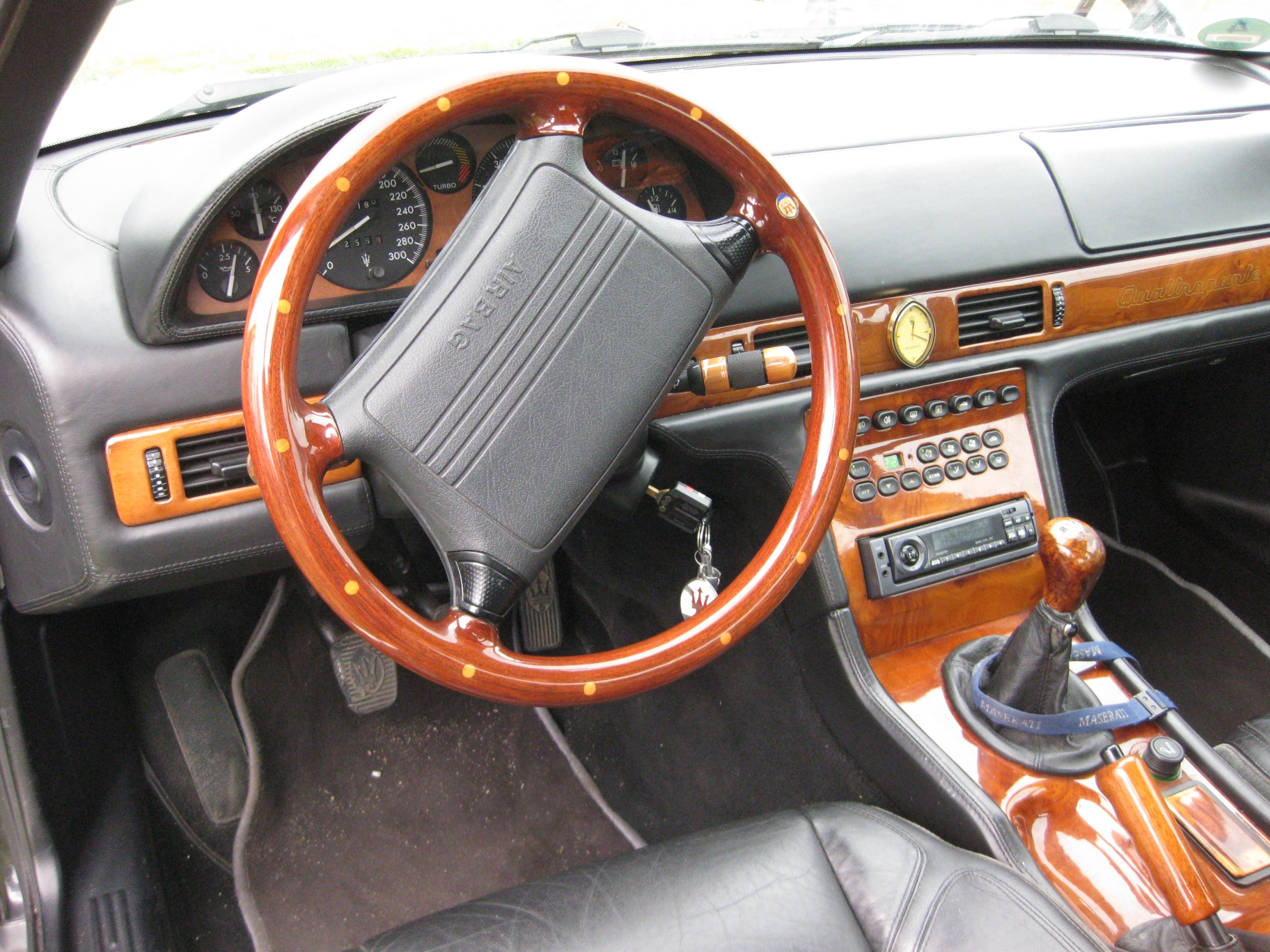
Maserati Quattroporte 4

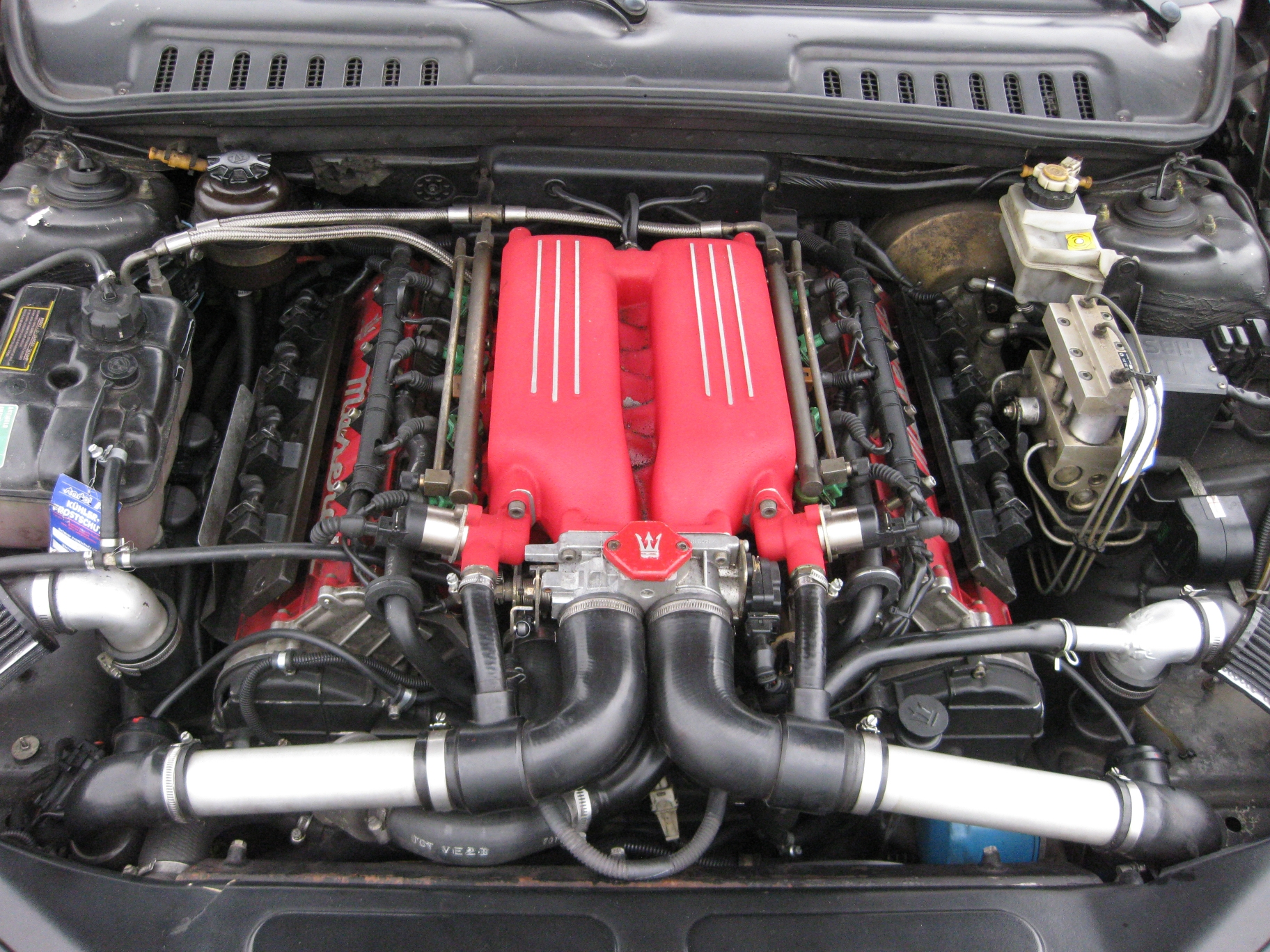
3.2 L AM578 twin-turbo V8

Показаний в 1994 році седан Quattroporte IV вже без всяких застережень можна назвати спортивним, особливо за стрімкий силует (ще один Quattroporte маестро Гандіні), короткий передній звис і корму. Довжина зменшилася до 4550 мм, хоча база зросла на 50 мм (до 2650), седан скинув разом 400 кг, споряджена маса становила 1543-1647 кг. У цьому заслуга і компактних бітурбомоторів. Базовим став дволітровий двигун V6 (287 к.с. і 362 Н•м). Сходинкою вище — «шістка» 2,8 (284 к.с., 423 Н•м). На вершині — V8 3,2 (335 к.с., 450 Н•м). Механічні коробки передач — 5-і 6-ступеневі, «автомат» — 4-ступеневий фірми ZF. Найспритніші чотиридверки розганялися до 270 км/год. Підвіску розробили заново: спереду стійки McPherson, ззаду — трикутні поздовжні важелі. Платформою, яка лягла в основу седана, і наддувними двигунами поділилися купе Biturbo (1981-1990) і Shamal (1991-1996). Вперше на Quattroporte з'явилися АБС і подушки безпеки.
У 1998 році керівництво Maserati зайнялися люди з Ferrari, які відразу провели рестайлінг Quattroporte. У зв'язку з цим седан отримав надбавку до імені Evoluzione — і близько 400 змін у конструкції, зовнішності і салоні. Останній з 2841 автомобілів зійшов з конвеєра в травні 2001 року. 
| Quattroporte IV    | Виготовлено авто | Роки виробництво |
| ------------------ | ---------------- | ---------------- |
| 2.0i V6 24v        | 587              | 1994-1998        |
| 2.8i V6 24v        | 668              | 1994-1998        |
| 3.2i V8 32v        | 415              | 1996-1998        |
| 2.0i V6 Evoluzione | 200              | 1998-2001        |
| 2.8i V6 Evoluzione | 190              | 1998-2001        |
| 3.2i V8 Evoluzione | 340              | 1998-2001        |
| Всього             | 2400             | 1994-2001        |

### Двигуни
- 2.0 L AM573 twin-turbo V6 287 к.с. 362 Нм
- 2.8 L AM574 twin-turbo V6 284 к.с. 423 Нм
- 3.2 L AM578 twin-turbo V8 335 к.с. 450 Нм

## Maserati Quattroporte V (M139, 2003–2012)

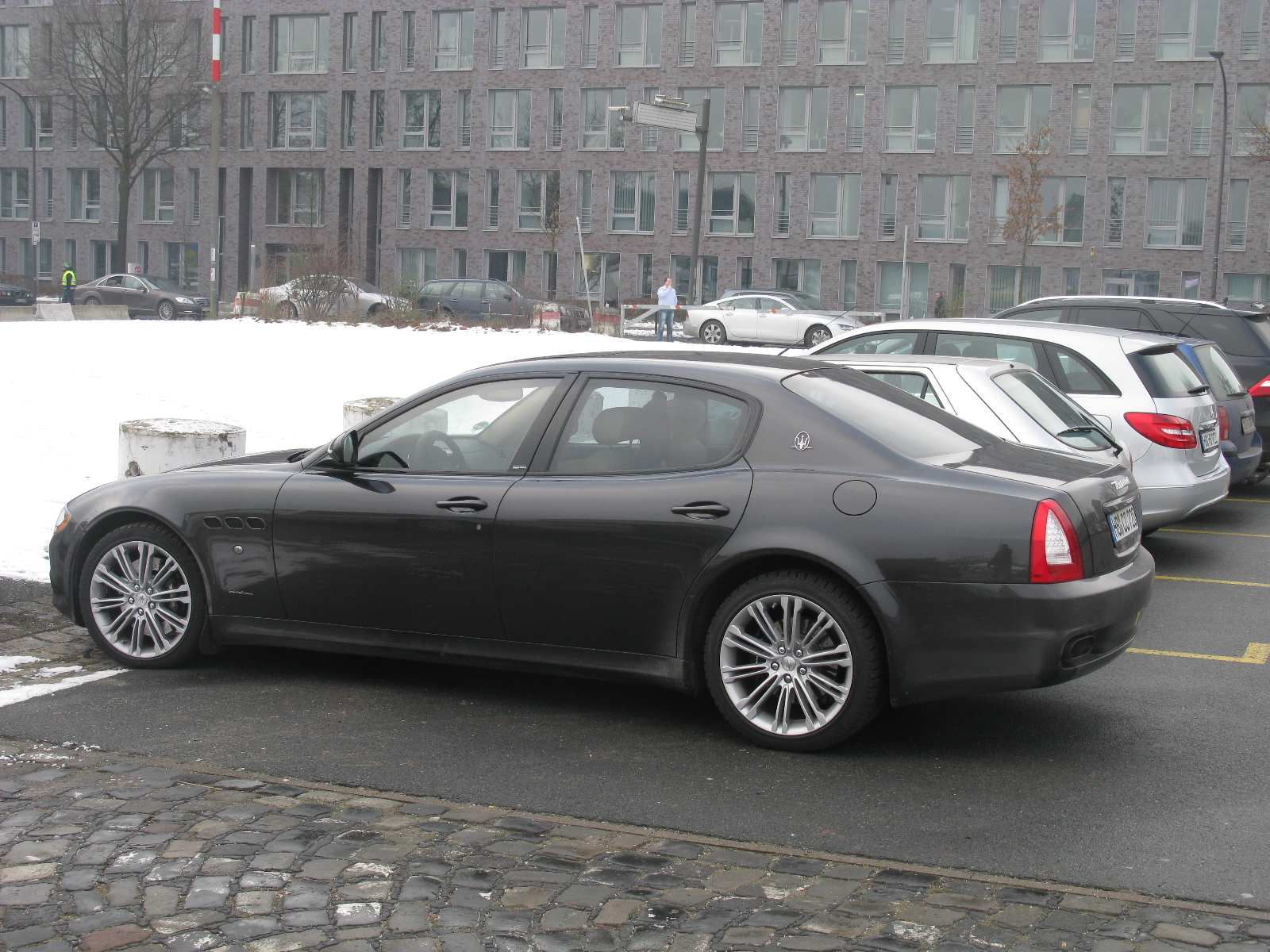
Maserati Quattroporte 5

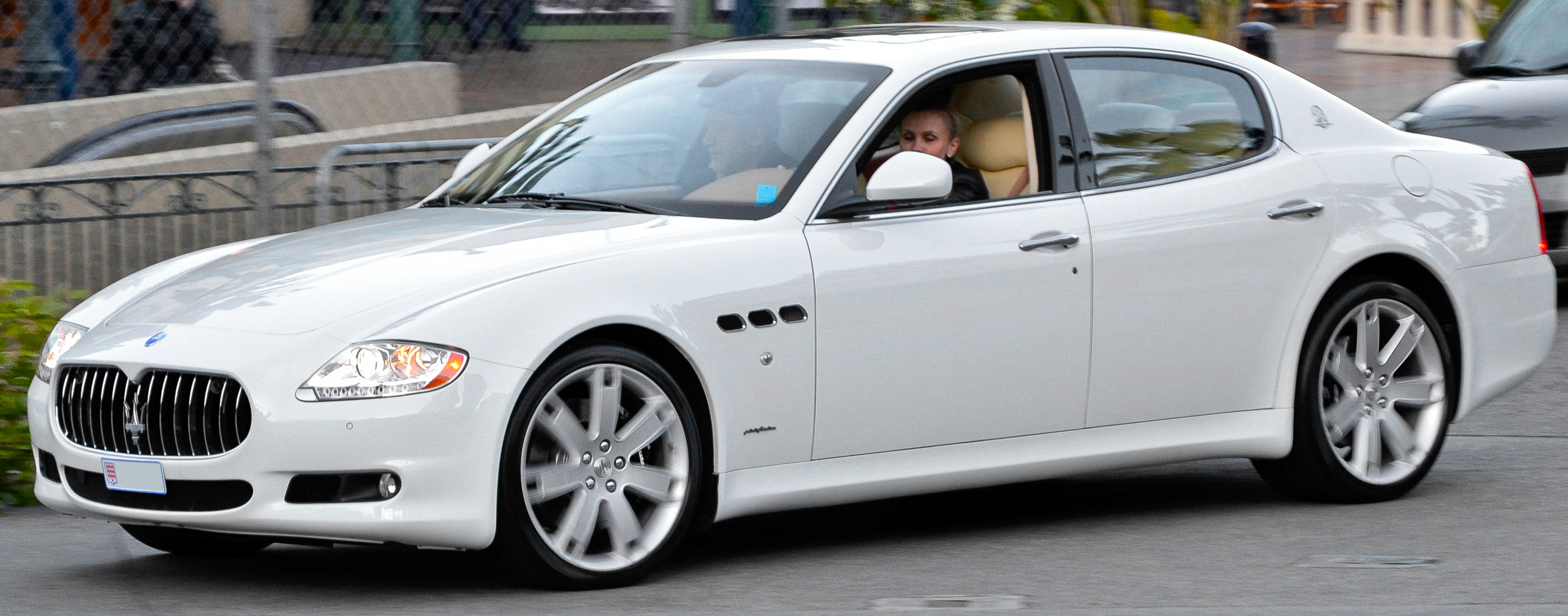
Maserati Quattroporte 5 після фейсліфту

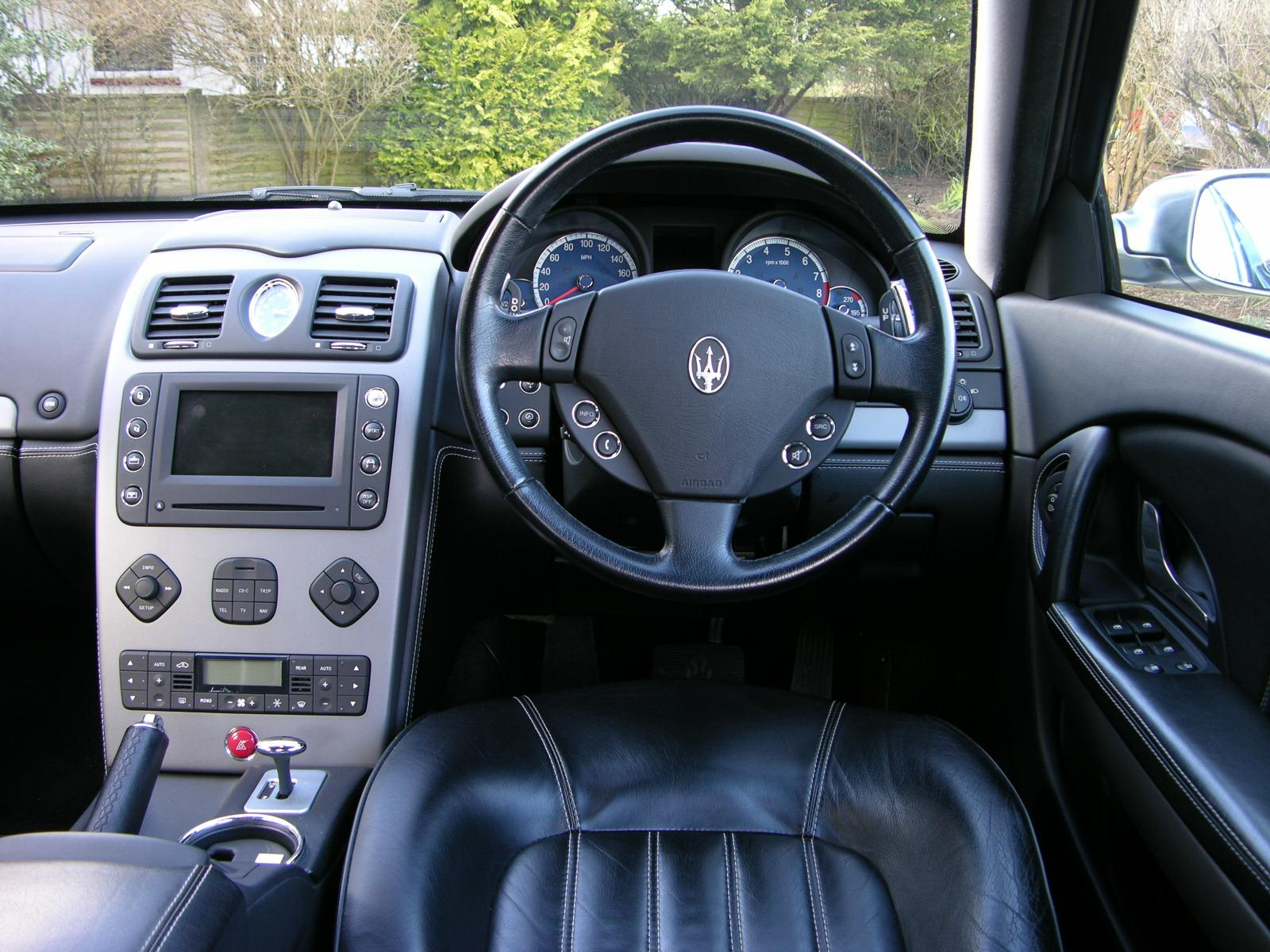

П'яте покоління Quattroporte (Tipo M139) було представлено у Франкфурті 9 вересня 2003 року на подіумі з написом «Сучасне італійське мистецтво». Виробництво розпочалося в 2003 році. Дизайн зовнішніх і внутрішніх справ був підписаний тодішнім головним дизайнером Pininfarina Ken Okuyama. Останній M139 Quattroporte був побудований 20 грудня 2012 року.
Автомобіль побудований на абсолютно новій платформі під назвою M139, вона була на 50 см (19,7 дюймів) довшою за попередника і на 40 см (15,7 дюймової) довшою колісною базою. Пізніше ця ж архітектура лягла в основу купе та кабріолету GranTurismo і GranCabrio.
Спочатку Quattroporte оснащувася 4,2-літровим двигуном Ferrari F136 S/U V8, який використовується на Maserati Coupé, з покращеною потужністю 400 к.с. (294 кВт) та новим чорним пластиковим впускним колектором замість алюмінієвого литого. Завдяки більшій вазі в порівнянні з Coupé і Spyder, час прискорення 0–100 км/год для Quattroporte становить 5,2 секунди, а максимальна швидкість вимірюється 275 км/год (171 миль/год).
Влітку 2008 року машина пережила рестайлінг, в ході якого седану провели невелику пластику обличчя і підтяжку корми, версія S отримала двигун 4,7 Ferrari F136 Y V8 (430 к.с.) від купе GranTurismo, а з гами коробок передач зник «робот» Duo Select, замінений 6-ступеневим «автоматом» ZF. Трохи пізніше ряд модифікацій поповнився версією GT S з поліпшеним двигуном 4,7 Ferrari F136 Y V8 (440 к.с.) і спритнішим «автоматом» ZF з новою програмою управління.

### Технічні характеристики
| Модель                | Quattroporte | Quattroporte Sport S | Quattroporte Sport GT S |
| Тип Двигуна, Об'єм    | V8, 4244 см3 | V8, 4,691 см3        | V8, 4,691 см3           |
| Потужність            | 400 к.с.     | 430 к.с.             | 440 к.с.                |
| Крутний момент        | 460 Нм       | 490 Нм               | 490 Нм                  |
| Максимальна швидкість | 270 км/год   | 280 км/год           | 285 км/год              |
| Динаміка 0-100 км/год | 5,6 с        | 5,4 с                | 5,1 с                   |

### Вартість моделі
Вартість автомобілів Maserati Quattroporte в Україні:
- Maserati Quattroporte від 149 900 €
- Maserati Quattroporte S від 158 900 €
- Maserati Quattroporte GT S від 169 900 € [5]

### Продажі
| рік    | Європа |
| ------ | ------ |
| 2003   | 9      |
| 2004   | 1,128  |
| 2005   | 1,306  |
| 2006   | 1,203  |
| 2007   | 1,578  |
| 2008   | 1,106  |
| 2009   | 773    |
| 2010   | 473    |
| 2011   | 279    |
| 2012   | 103    |
| Всього | 7,598  |

## Maserati Quattroporte VI (M156, 2013–2023)

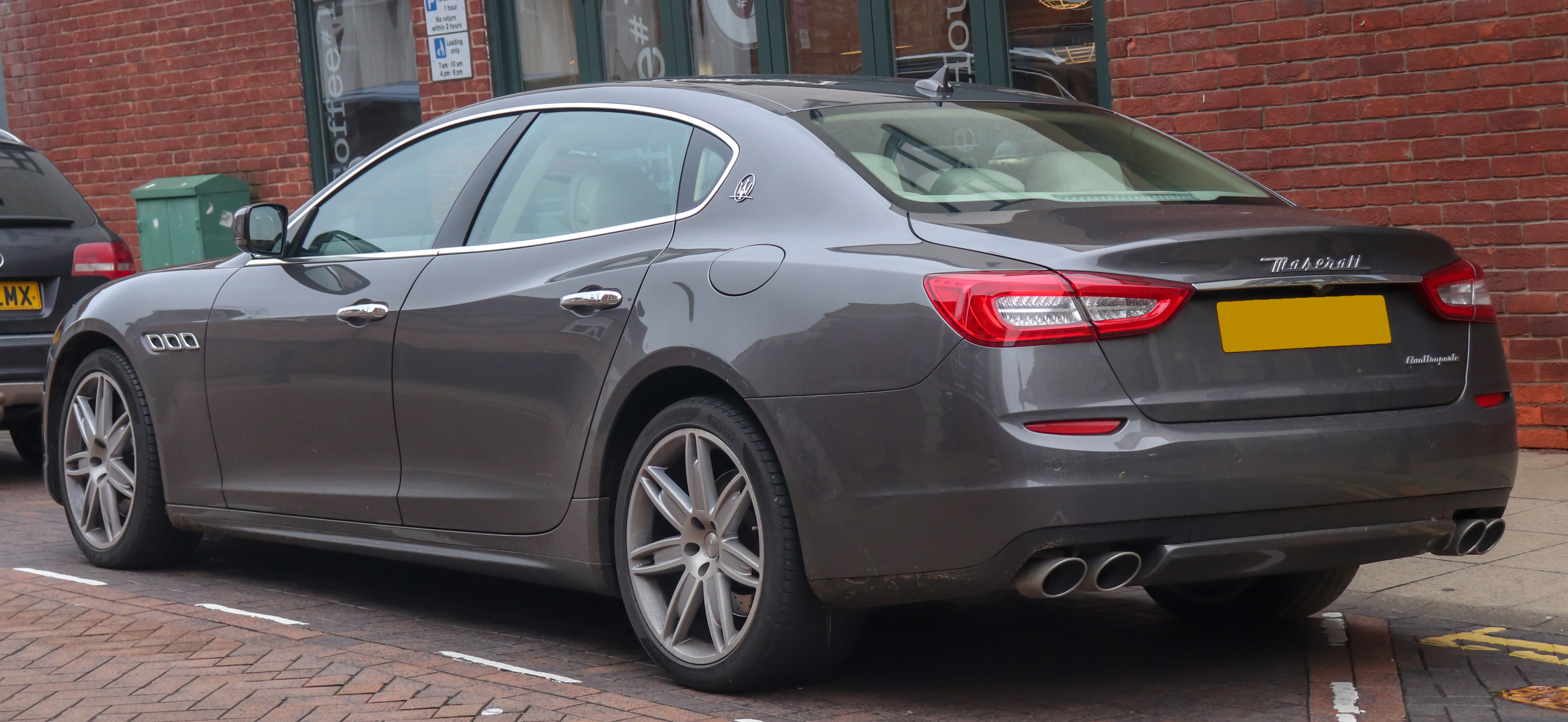
Maserati Quattroporte VI (2013-2016)

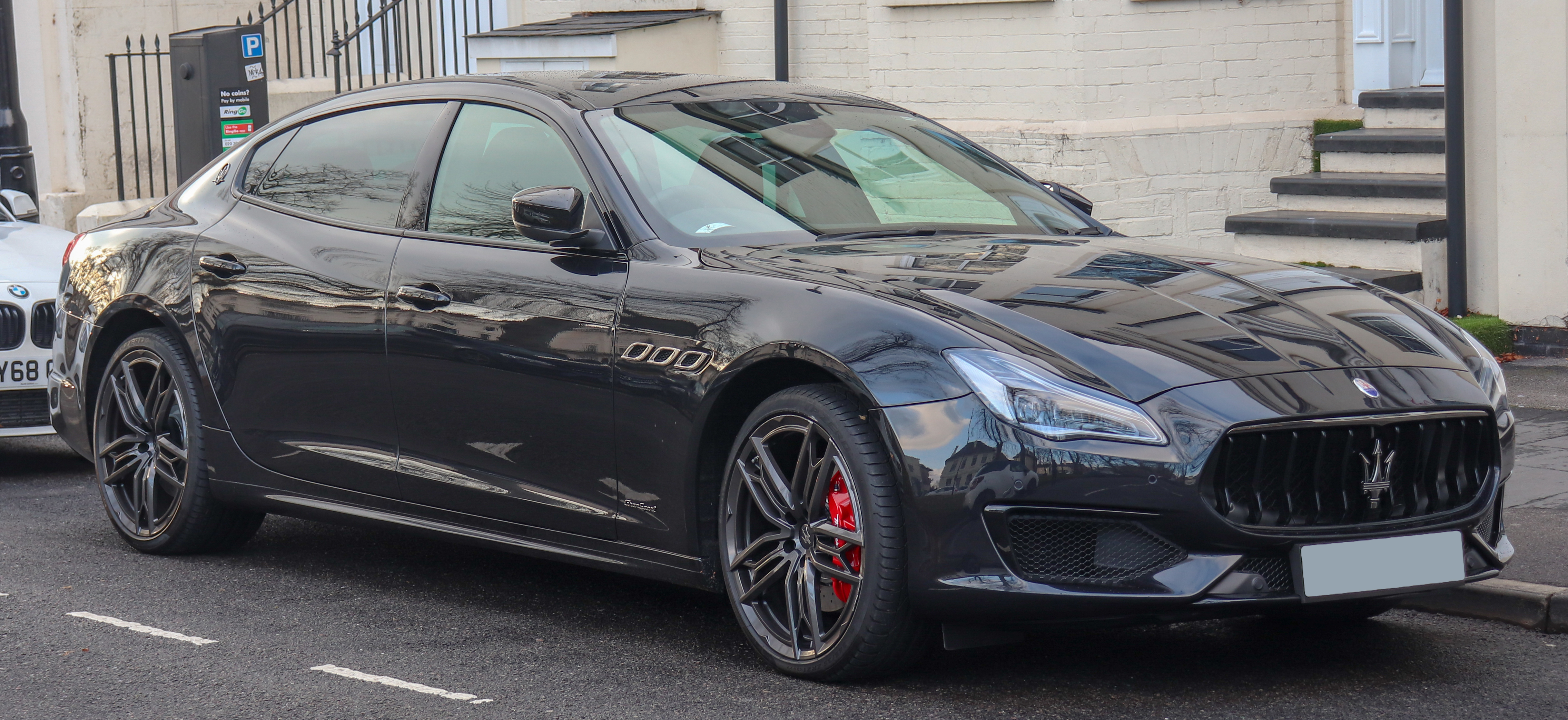
Maserati Quattroporte VI (2016-2020)

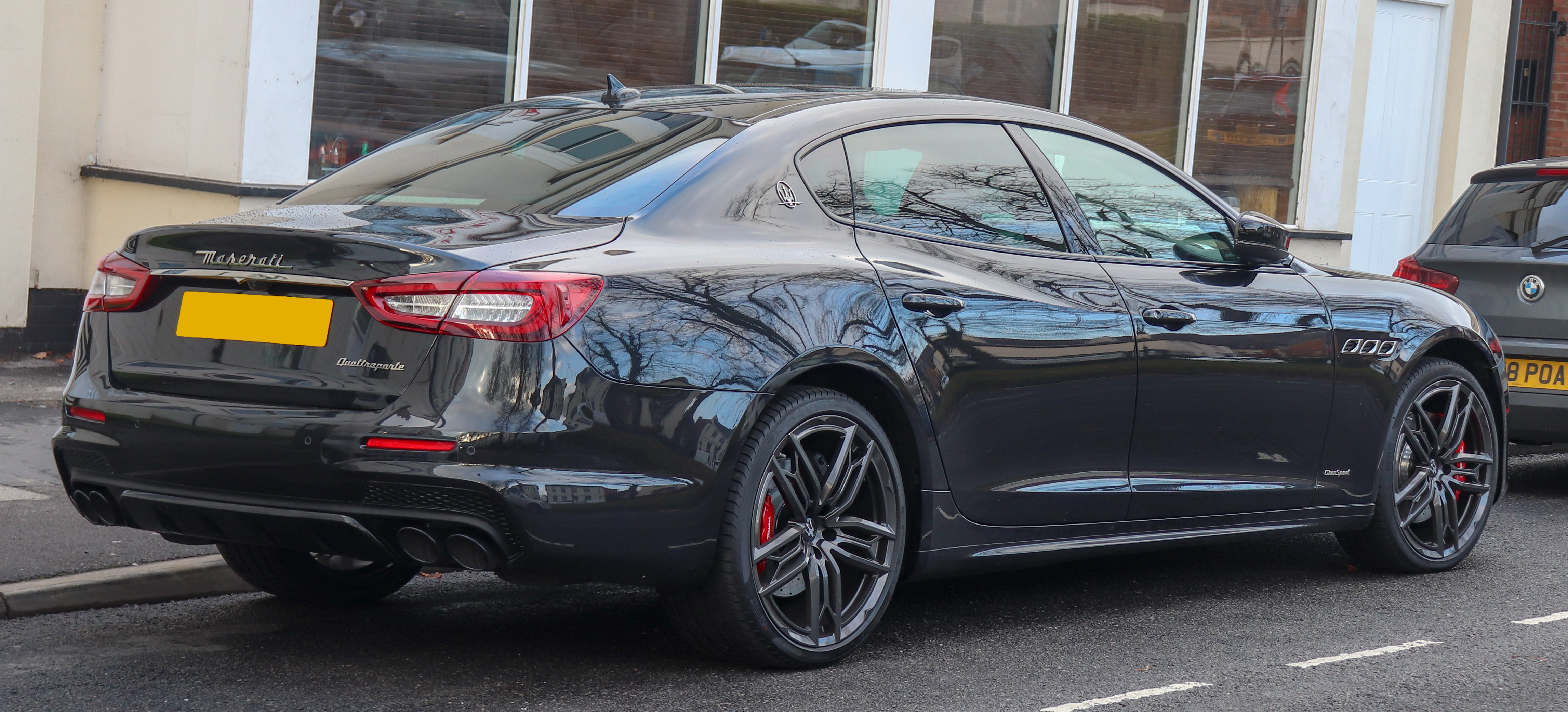
Maserati Quattroporte VI (2016-2020)

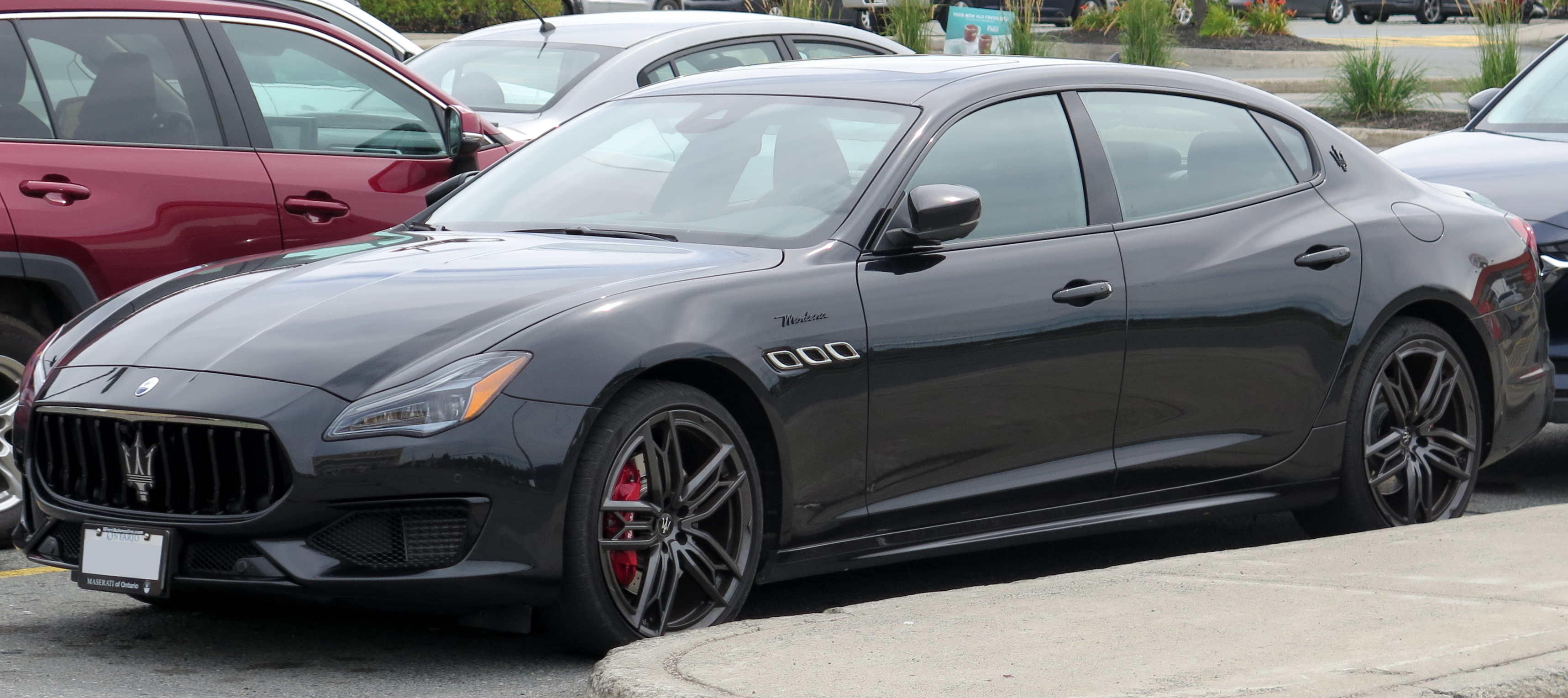
Maserati Quattroporte VI (з 2020)

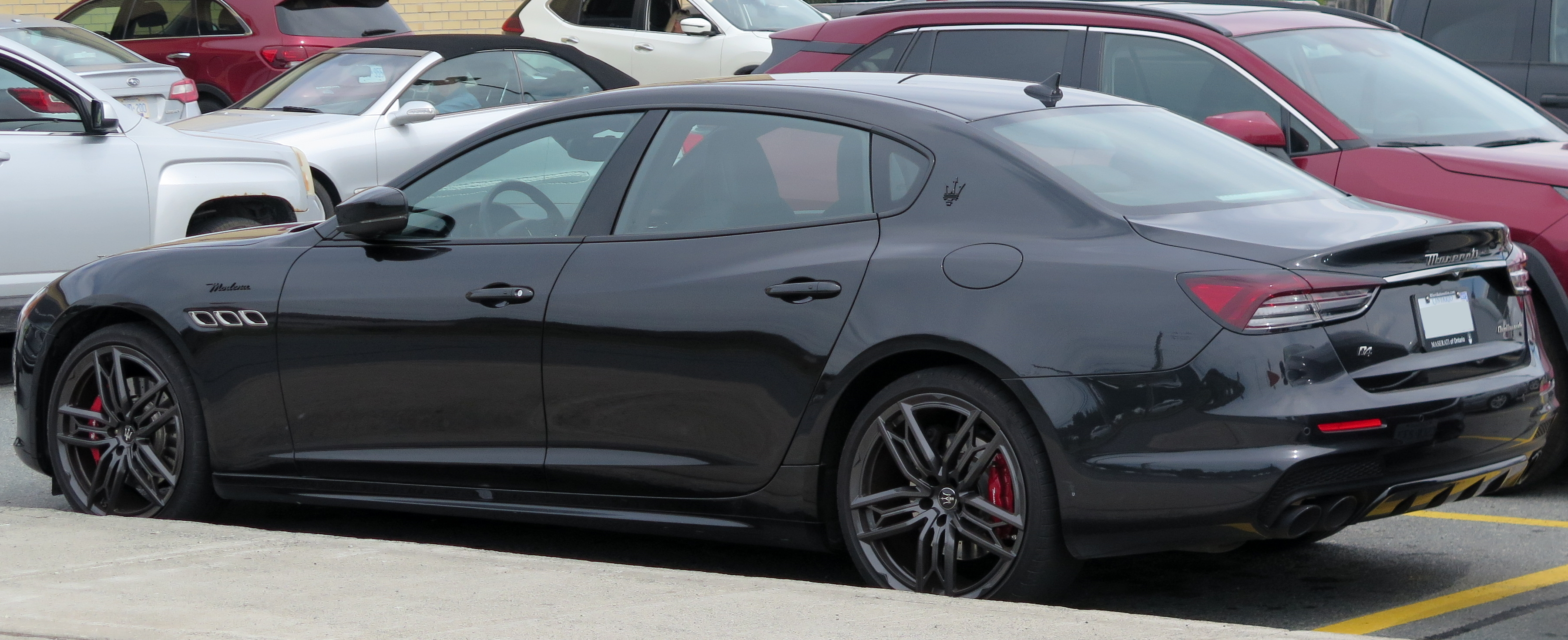
Maserati Quattroporte VI (з 2020)

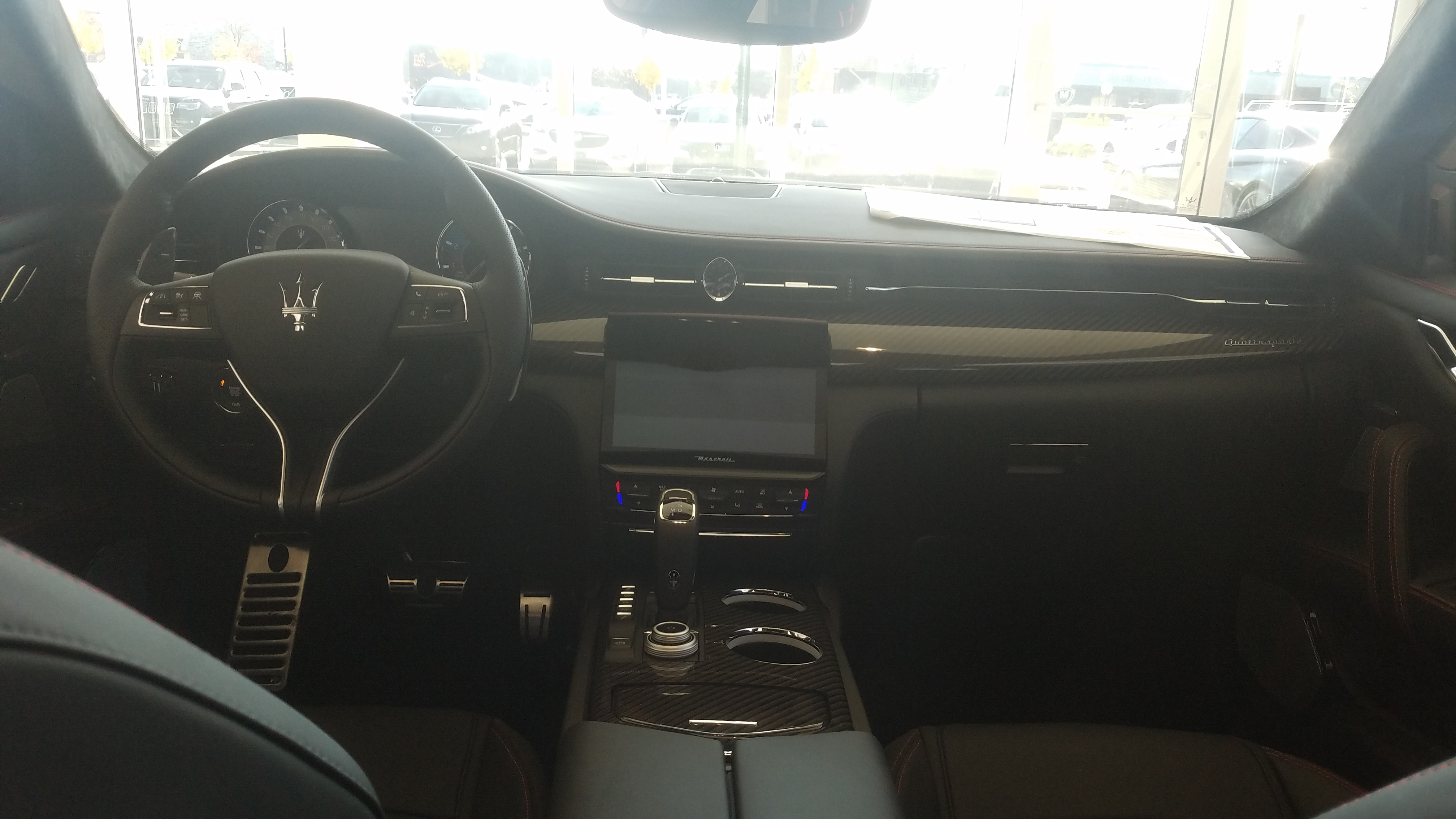

На мотор-шоу в Детройті в середині січня 2013 року дебютує Maserati Quattroporte шостого покоління. Седан Quattroporte має 5263 мм в довжину і 1948 мм завширшки. Колісна база чотиридверки зросла на 107 мм. Завдяки тому, що в конструкції моделі нової генерації використано багато алюмінію, маса автомобіля знизилася майже на центнер і становить 1860 кілограмів.
Для Maserati Quattroporte як базовий двигун доступний 3,0 літровий V6 бітурбо, що видає 410 к.с. і 550 Нм, а топовим є варіант 3,8 л V8 бітурбо потужністю 530 сил (710 Нм). Обидва мотори збираються на заводі Ferrari в Маранелло і агрегатуються тільки з 8-діапазонним «автоматом». Крім того, більш потужну версію седана можна замовити і з повним приводом.
В оздобленні інтер'єру Quattroporte використовується шкіра, дерево, хром і додаткові акценти з вуглепластика. Крім аналогових датчиків, у салоні є 7-дюймовий TFT-дисплей і 8.4-дюймовий сенсорний екран, вбудований в приладову панель. Заднє сидіння досить просторе і за бажанням або необхідністю може трансформуватися у два окремих. Особливостями нової моделі Кватропорте є покращена шкіряна оббивка крісел і використання натурального шовку для оздоблення стелі. Вимірювальні прилади з хромованою рамкою, а також багатофункціональне рульове колесо є одними з безлічі показників, що визначають високий клас даного автомобіля. Дизайн інтер'єру оновленої до 2016 року моделі Maserati Quattroporte був розроблений у співпраці з італійським будинком моди Ermenegildo Zegna. Разом з системою моніторингу «сліпих зон» з'явився і електропривід багажних дверей. Крім того, в комплектацію додана поліпшена аудіосистема Harman/Kardon.
У стандартну комплектацію Maserati Quattroporte входить шкіряне оздоблення салону, функція підігріву передніх сидінь, 8.4-дюймовий сенсорний екран мультимедійної системи з вбудованою навігацією, камера заднього виду, передні і задні паркувальні сенсори, біксенонові передні фари, двохзонна система клімат-контролю, аудіосистема з 10-ма динаміками, CD-плеєр, USB-роз'єм і функція Bluetooth-підключення. Як опція доступні 4-зонна система клімат-контролю, функція підігріву задніх сидінь і рульового колеса, оздобленого шкірою і вставками з дорогих порід дерева, функція вентилювання передніх сидінь, педалі з можливістю регулювання, аудіосистема Bowers & Wilkins.
В серпні 2020 року почалися продажі модифікації Quattroporte Trofeo з двигуном 3,8 л Biturbo V8 потужністю 580 к.с. 730 Нм.

### Технічні характеристики
| Модель                | Quattroporte S   | Quattroporte S Q4 | Quattroporte GTS |
| Тип Двигуна, Об'єм    | 3,0 V6 TwinTurbo | 3,0 V6 TwinTurbo  | 3,8 V8 TwinTurbo |
| Об'єм                 | 2979 см3         | 2979 см3          | 3799 см3         |
| Потужність            | 410 к.с.         | 410 к.с.          | 530 к.с.         |
| Крутний момент        | 550 Нм           | 550 Нм            | 649 Нм           |
| Трансмісія            | RWD              | AWD               | RWD              |
| Максимальна швидкість | 285 км/год       | 284 км/год        | 307 км/год       |
| Динаміка 0-100 км/год | 5,1 с            | 4,9 с             | 4,7 с            |

### Продажі
| рік  | Європа |
| ---- | ------ |
| 2013 | 452    |
| 2014 | 812    |
| 2015 | 815    |
| 2016 | 682    |
| 2017 | 562    |
| 2018 | 459    |
| 2019 | 251    |
| 2020 | 116    |
| 2021 | 115    |

## Зноски
1. ↑  http://www.maserati.com/maserati/en/en/index/models/Quattroporte-S/technical-data.html [Архівовано 9 квітня 2010 у Wayback Machine.] Технічні характеристики Maserati Quattroporte
2. ↑  http://www.maserati.com/maserati/en/en/index/models/Quattroporte-Sport-GT-S/technical-data.html [Архівовано 5 березня 2010 у Wayback Machine.] Технічні характеристики Maserati Quattroporte Sport GT S
3. ↑  История Quattroporte (Роберт Есенов). Архів оригіналу за 27 березня 2010. Процитовано 11 квітня 2010.
4. 1 2  http://www.maserati.com/ [Архівовано 24 лютого 2011 у Wayback Machine.] Офіційний сайт Maserati
5. ↑  Ціни на Maserati Quattroporte. Архів оригіналу за 10 березня 2010. Процитовано 16 березня 2010. [Архівовано 2010-03-10 у Wayback Machine.]
6. 1 2  "Maserati Quattroporte Europe Sales Figures" | https://carsalesbase.com/europe-maserati-quattroporte/ [Архівовано 1 липня 2020 у Wayback Machine.]
7. ↑  Раскрыты подробности о новом Maserati Quattroporte [Архівовано 8 грудня 2012 у Wayback Machine.] 05.12.2012 (рос.)
8. ↑  Як ми тестували Maserati Quattroporte 2016. automoto.ua. Архів оригіналу за 11 жовтня 2016. Процитовано 10 жовтня 2016.